# Nút (đơn vị)
Nút (tiếng Anh: knot) là đơn vị đo tốc độ tương đương 1 hải lý/giờ, chính xác 1,852 km/h (xấp xỉ 1,151 mph hay 0,514 m/s). Ký hiệu theo Tiêu chuẩn ISO cho nút là kn. IEEE thích dùng ký hiệu kt; ngoài ra người ta còn dùng ký hiệu NMPH (tiếng Anh: nautical mile per hour). Nút là đơn vị không thuộc hệ SI. Trên thế giới, đơn vị nút được dùng trong ngành khí tượng học, hàng hải và hàng không. Thuật ngữ này xuất phát từ việc đếm số nút dây trên sợi dây - nối với một tấm gỗ thả xuống biển - được thả ra trong một khoảng thời gian xác định.

## Định nghĩa
1 nút quốc tế =
1 hải lý trên giờ (theo định nghĩa),
1,852 kilômét trên giờ (chính xác),
0,514 mét trên giây.
1,151 dặm Anh trên giờ (xấp xỉ).
20,2537 inch trên giây (xấp xỉ).
1.852 m là chiều dài của một hải lý được quốc tế công nhận. Trước năm 1954, Hoa Kỳ vẫn dùng đơn vị cũ là hải lý Hoa Kỳ (1.853,248 m). Trước năm 1970, Vương quốc Liên hiệp Anh và Bắc Ireland sử dụng đơn vị cũ là hải lý Hải quân Anh (tương đương 6.080 ft, tức 1.853,184 m).
|          | m/s     | km/h    | mph (dặm/giờ) | nút     | ft/s (bộ Anh/giây) |
| -------- | ------- | ------- | ------------- | ------- | ------------------ |
| 1 m/s =  | 1       | 3,6     | 2236936       | 1943844 | 3280840            |
| 1 km/h = | 0277778 | 1       | 0621371       | 0539957 | 0911344            |
| 1 mph =  | 044704  | 1609344 | 1             | 0868976 | 1466667            |
| 1 nút =  | 0514444 | 1.852   | 1150779       | 1       | 1687810            |
| 1 ft/s = | 03048   | 109728  | 0681818       | 0592484 | 1                  |

 (Giá trị đậm là giá trị chính xác.)

## Cách dùng
Tốc độ di chuyển của tàu thuyền hoặc phương tiện bay trong tương quan với chất lưu thì được đo bằng đơn vị nút. Để thống nhất thì tốc độ chất lưu định hướng (dòng triều, dòng chảy của sông và tốc độ gió) cũng được đo bằng nút. Do vậy, vận tốc mặt đất của phương tiện bay và tốc độ dịch chuyển về điểm xa ("vận tốc được thực hiện" - VMG) cũng đo bằng nút.